# 杭州休闲博览园
杭州休闲博览园是位于杭州市萧山区的一个集休闲、旅游、度假、会展、人居为一体的休闲主题城，为2006年杭州世界休闲博览会的主场馆。

## 简介
2002年11月，休闲博览园在杭州萧山奠基。博览园位于萧山区风情大道，休博园主要活动有：
1. 环球嘉年华
2. 以“世界在这里相聚”为主题的文艺活动
3. 节庆活动，如戏水狂欢、街舞狂欢、啤酒狂欢等
4. 主题公园活动，分儿童主题和成人主题
5. 主题休闲街活动

## 交通
休博园距杭州萧山国际机场15分钟车程；距杭州站和萧山站10分钟车程；紧邻杭州地铁一号线南端起点站湘湖站。以及多条公交线路和高速公路。